# Christophe Galtier
Christophe Galtier (sinh ngày 23 tháng 8 năm 1966) là một huấn luyện viên và cựu cầu thủ bóng đá chuyên nghiệp người Pháp. 
Là một hậu vệ, Galtier là một cầu thủ chuyên nghiệp đã trải qua 15 năm thi đấu cho Marseille với sáu câu lạc bộ khác, bốn câu lạc bộ ở Pháp và một câu lạc bộ ở Ý và Trung Quốc.
Galtier đã giành được giải thưởng Người quản lý xuất sắc nhất năm tại giải bóng đá Trophées UNFP du vào năm 2013, giải thưởng mà anh ấy đã chia sẻ với Carlo Ancelotti, và một lần nữa vào năm 2019 sau khi Lille cán đích ở vị trí thứ hai trong mùa giải Ligue 1 2018–19. Ông đã giành được danh hiệu này lần thứ ba vào năm 2021 sau khi dẫn dắt Lille đến chức vô địch Ligue 1 thứ tư trong lịch sử câu lạc bộ.